# Groniasta z Ujfehertoi
Wiśnia 'Groniasta z Ujfehertoi'  – odmiana uprawna (kultywar) wiśni o średnio-wczesnej porze dojrzewania owoców. Odmiana znaleziona jako przypadkowa siewka, najprawdopodobniej odmiany 'Pandy' niedaleko miasta Újfehértó, na Węgrzech. Uprawiana w większości krajów, w których uprawia się wiśnie. W Polsce jest znana od lat 80. XX w. i jest popularna. Uprawiana zarówno w sadach towarowych jak i w uprawie amatorskiej.

## Morfologia
PokrójDrzewo rośnie silnie, a w późniejszym wieku siła wzrostu zmniejsza się. Tworzy koronę w przekroju jajowatą, luźną, o sztywnych gałęziach skierowanych bardziej stromo w górę. Na starszych pędach tworzy liczne krótkopędy. Rozgałęzienia dalszego rzędu wyrastają pod kątem prostym i nie mają tendencji do ogałacania się. Owocuje zarówno na długopędach i na krótkopędach.
LiścieDuże, mięsiste, ciemnozielone, piłkowane, na ogół całobrzegie, podobne do liści odmiany 'Pandy', jednak zdarzają się lekko klapowane. Ogonki liściowe są sztywne, z długo utrzymującymi się przylistkami.

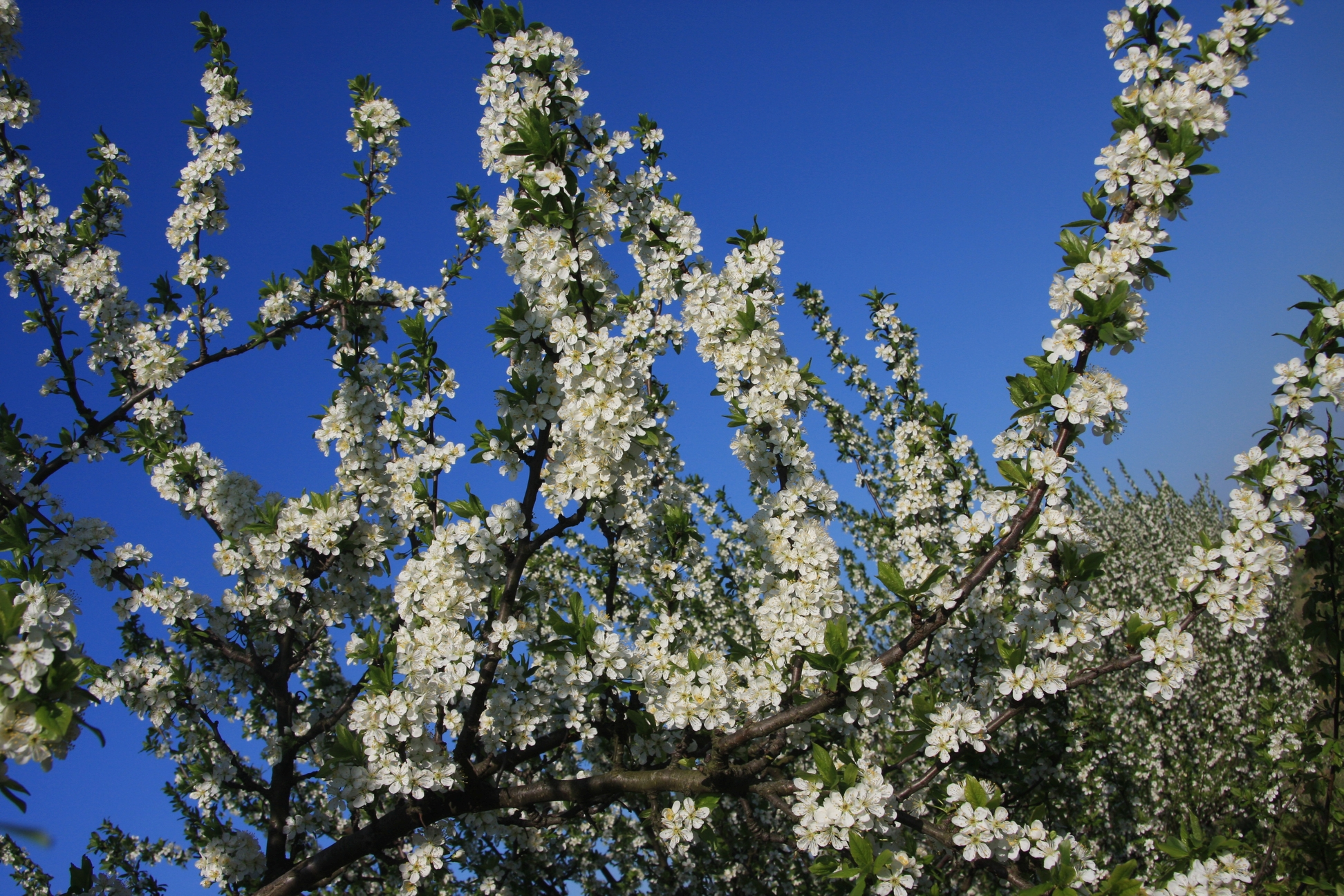
Groniasta z Ujfehertoi w czasie kwitnienia

KwiatyWolnopłatkowe, płatki korony lekko wklęsłe, białe, dość duże o średnicy 2,5–3,0 cm, osadzone w podbaldaszkach po 4–5 sztuk, w pełni rozwinięte mają dużo nektaru. Kwitną średnio-wcześnie i są odporne na niekorzystne warunki atmosferyczne.
OwoceDuże pestkowce, niekiedy bardzo duże (5–6 g) o kształcie nerkowatym, bez czubka. Skórka jest mocna, wiśniowo-czerwona z połyskiem, równomiernie wybarwiona. Szypułka jest średniej długości (32–42 mm), zielona, mięsista, dość gruba, łatwo oddzielająca się od owocu. Miąższ jest ciemnoczerwony, średnio-twardy, soczysty, bardzo smaczny. Sok ciemnoczerwony, barwiący.

## Uprawa
Po odmianie 'Łutówka' jest jedną z najpowszechniej uprawianych w Polsce odmianą wiśni w sadach towarowych. Znajduje się w rejestrze Odmian Roślin Uprawnych prowadzonym przez Centralny Ośrodek Badania Odmian Roślin Uprawnych od początku jego istnienia. Jako podkładki najczęściej stosuje się siewki antypki lub czereśni ptasiej lub rozmnażane wegetatywnie podkładki Colt i F12/1. Najlepiej udaje się w cieplejszych rejonach Polski.

### Zapylenie
Jest odmianą samopylną, czyli może rosnąć w monokulturze i dobrze owocuje, jest także dobrym zapylaczem dla innych obcopylnych odmian. Stwierdzono jednak, że przy zapyleniu krzyżowym plon jest wyższy.

### Zdrowotność
Drzewo jest wytrzymałe na mróz; na brunatną zgniliznę drzew pestkowych (monilioza) jest mało wrażliwe, także mało wrażliwe jest na najpowszechniejszą chorobę wiśni w Polsce – drobną plamistość liści drzew pestkowych. W wilgotne lata, szczególne z dużymi opadami przed zbiorem choruje na gorzką zgniliznę. Rzadko ulega rakowi bakteryjnemu. Pąki kwiatowe są dość wytrzymałe na mróz.

### Zbiór i przechowywanie
W warunkach polskich, w zależności od rejonu i typu gleby, dojrzałość zbiorczą osiąga w połowie lipca, 7–10 dni przed najpopularniejszą w Polsce odmianą - Łutówką. Tak jak większość wiśni zbiera się je bez szypułek, a zaletą jest niewyciekający sok.
Nadaje się do zbioru mechanicznego, do którego powinna być uprzednio przygotowana poprzez oprysk preparatami stymulującymi produkcję etylenu, co poprawia równomierność wybarwienia oraz łatwiejsze odrywanie się szypułek. Ponadto drzewa muszą mieć uformowany co najmniej 80 cm pień. Koszt zbioru mechanicznego (z uwzględnieniem amortyzacji maszyn) ocenia się na 1/2–1/3 kosztów zbioru ręcznego.